# Центр відновлення мистецтва
Центр відновлення мистецтва (англ. Art Renewal Center, ARC) — некомерційна освітня організація, яка включає онлайн-музей, присвячений реалістичному мистецтву. ARC був заснований бізнесменом із Нью-Джерсі, письменником і колекціонером мистецтва Фредом Россом.

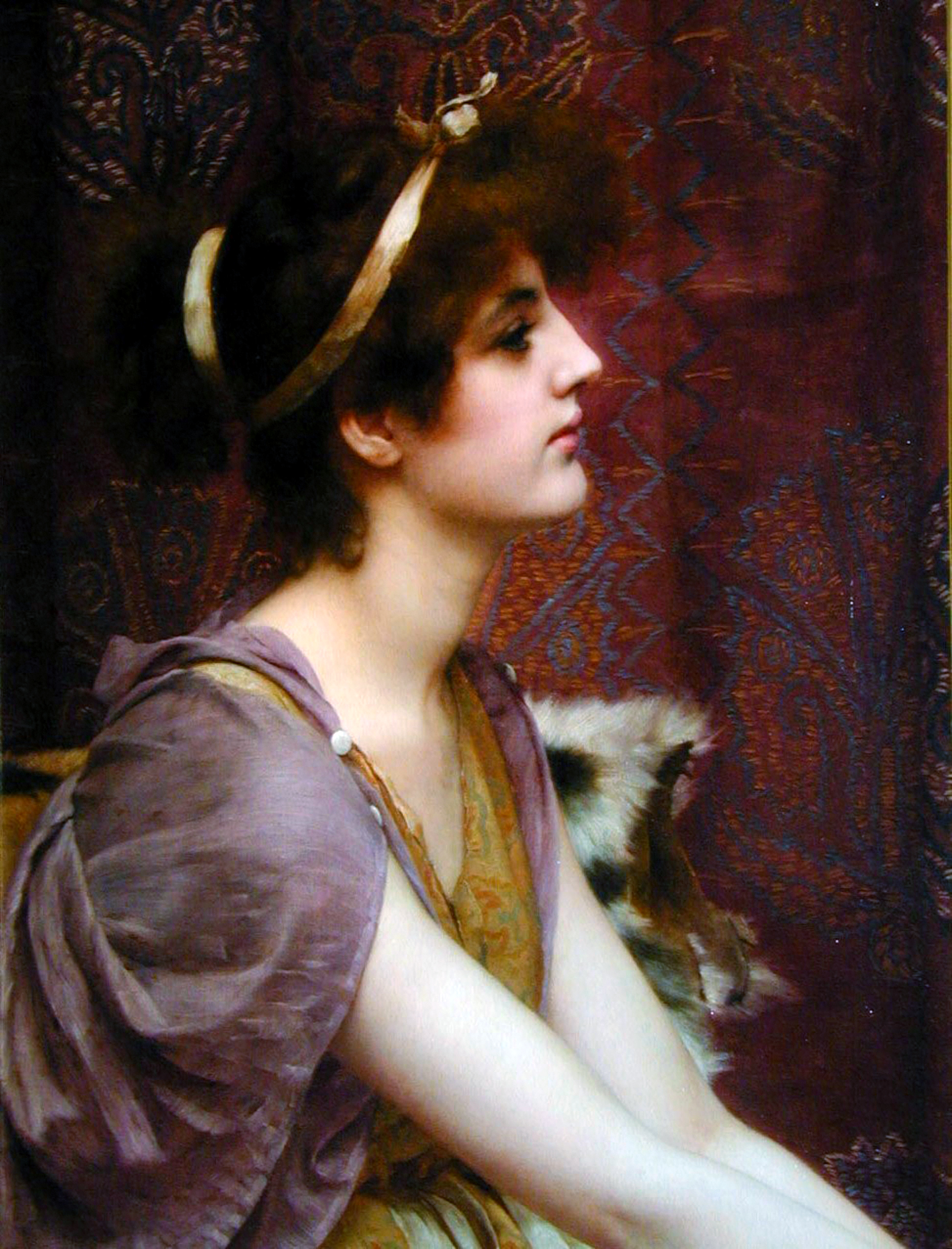
Класична краса, Джон Вільям Годвард, (збірка Шеррі та Фреда Росса)

Особлива увага приділяється салонному живопису ХІХ ст. Вільям-Адольф Бугро представлений більш ніж 226 зображеннями на сайті; Росс каже, що роботи Бугро відвідують вдвічі частіше, ніж будь-якого іншого художника на сайті.

## Опис
Центр відновлення мистецтва був заснований у 2000 році групою художників, істориків, колекціонерів та ентузіастів мистецтва на чолі з Фредом Россом, який досі є його директором. Центр відстоює цінності академічного мистецтва та виступає проти модернізму. Його існування базується на ідеї, що академічні стандарти є важливими для формування хорошого художника, і що модернізм не зміг створити мову, здатну ані задовільно передати значення, ані вдосконалити техніку.

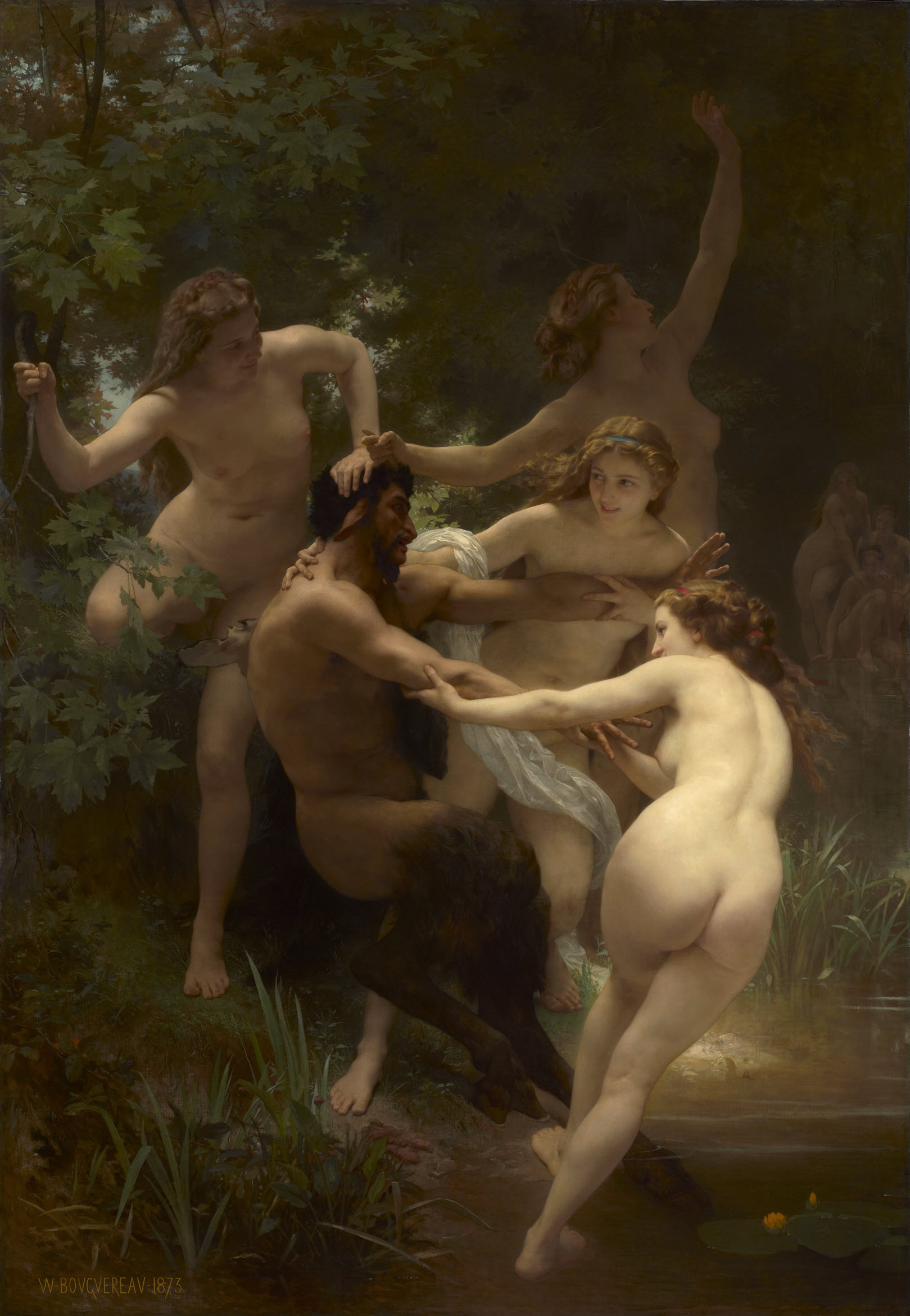
Вільям-Адольф Бугро, Німфи та сатир, 1873, Художній інститут Кларка

Група критично ставиться до більшості видів мистецтва 20-го  століття, оскільки, за їх словами, воно має технічні недоліки, мало ідей і зосереджується на тривіальних предметах. .Тим не менш, деякі художники 20-го  століття цінуються, такі як Максфілд Перріш, Норман Роквелл і низка сучасних художників-реалістів, занесених до списку живих майстрів ARC.
Центр відновлення мистецтва активно популяризує французького художника Вільяма-Адольфа Бугро, якого вважають не лише найбільшим французьким художником 19 століття, але й одним із найбільших геніїв мистецтва в історії.
Центр відновлення мистецтва також заохочує розвиток традиційних стилів і методів живопису, наприклад, шляхом навчання в студіях живопису або шляхом організації щорічного конкурсу ARC Salon Competition, починаючи з 2003 року,

## Інтернет-музей
Art Renewal Center має онлайн-галерею цифрового мистецтва, яка включає великий каталог зображень малюнків, скульптур і картин високої роздільної здатності. Вона включає багато творів епохи Відродження, бароко, рококо, романтизму та французького академізму. Є також деякі художники- імпресіоністи, такі як Моне та Мане. Ця база даних зображень була надана для використання в книгах з історії мистецтва, журналах і газетах.